# Динамо-3
Футбольный клуб «Динамо-3» — украинский футбольный клуб из города Киева. Вторая резервная команда клуба «Динамо» (Киев), которая играла во второй лиге с 1997 по 2008 год. После реформирования чемпионата дублеров Высшей лиги после сезона-2007/08 снялась с соревнований.

## История клуба
Клуб дебютировал с Александром Шовковским на воротах в Кубке Украины 1992/1993 дойдя до 1/32 финала. В сезоне 1997/98 клуб добился лучшего результата в своей истории, заняв во Второй лиге 2-место и дойдя до 1/16 финала в Кубке Украины.. В следующем сезоне команда в последний раз сыграла в Кубке Украины вылетев в первом раунде. Впоследствии вследствие реформирования чемпионата дублёров и высшей лиге после сезона 2007/08 снялась с соревнований второй лиги.

## Все сезоны в независимой Украине
| Сезон   | Чемпионат       | Чемпионат  | Чемпионат | Чемпионат | Чемпионат | Чемпионат | Чемпионат | Чемпионат | Кубок       | Кубок | Кубок | Кубок | Кубок | Кубок | Кубок | Примечания                                    |
| Сезон   | Лига            | Место      | И         | В         | Н         | П         | М         | О         | Этап        | И     | В     | Н     | П     | М     | О     | Примечания                                    |
| ------- | --------------- | ---------- | --------- | --------- | --------- | --------- | --------- | --------- | ----------- | ----- | ----- | ----- | ----- | ----- | ----- | --------------------------------------------- |
| 1992/93 |                 | —          | —         | —         | —         | —         | —         | —         | 1/32 финала | 2     | 1     | 0     | 1     | 2−1   | 3     |                                               |
| 1997/98 | Вторая Группа А | 2 из 18    | 34        | 21        | 7         | 6         | 59−24     | 70        | 1/16 финала | 8     | 6     | 0     | 2     | 19−15 | 18    |                                               |
| 1998/99 | Вторая Группа А | 5 из 15    | 28        | 13        | 7         | 8         | 30−26     | 46        | 1/64 финала | 2     | 0     | 0     | 2     | 0−5   | 0     |                                               |
| 1999/00 | Вторая Группа А | 9 из 16    | 30        | 10        | 11        | 9         | 38−26     | 41        | —           | —     | —     | —     | —     | —     | —     |                                               |
| 2000/01 | Вторая Группа А | 7 из 16    | 30        | 12        | 10        | 8         | 26−16     | 46        | —           | —     | —     | —     | —     | —     | —     |                                               |
| 2001/02 | Вторая Группа Б | 6 из 18    | 34        | 16        | 9         | 9         | 48−32     | 57        | —           | —     | —     | —     | —     | —     | —     |                                               |
| 2002/03 | Вторая Группа А | 5 из 15    | 28        | 14        | 8         | 6         | 30−22     | 50        | —           | —     | —     | —     | —     | —     | —     |                                               |
| 2003/04 | Вторая Группа А | 11 из 16   | 34        | 9         | 7         | 14        | 26−27     | 34        | —           | —     | —     | —     | —     | —     | —     |                                               |
| 2004/05 | Вторая Группа А | 10 из 15   | 30        | 9         | 7         | 12        | 31−35     | 34        | —           | —     | —     | —     | —     | —     | —     |                                               |
| 2005/06 | Вторая Группа А | 11 из 15   | 28        | 7         | 8         | 13        | 17−28     | 29        | —           | —     | —     | —     | —     | —     | —     |                                               |
| 2006/07 | Вторая Группа А | 11 из 18   | 28        | 5         | 10        | 13        | 29−32     | 25        | —           | —     | —     | —     | —     | —     | —     |                                               |
| 2007/08 | Вторая Группа А | 10 из 18   | 30        | 9         | 5         | 13        | 30−43     | 32        | —           | —     | —     | —     | —     | —     | —     | После окончания сезона снялась с соревнований |
| Всего   | Вторая          | 11 сезонов | 334       | 134       | 89        | 111       | 364−311   | 491       | >3 сезона   | 12    | 7     | 0     | 5     | 21−21 | 21    |                                               |

## Достижения
Вторая лига:
- Серебряный призер: 1997—1998

Любительский чемпионат Украины по футболу:
- Серебряный призер 3-й зоны: 1994—1995

## Известные игроки
- Александр Шовковский[7]
- Рустам Худжамов[8]